# خارچتری‌های ژرفازی
خارچتری‌های ژرفازی (نام علمی: Abyssocottidae) نام یک تیره از راسته عقرب‌ماهی‌سانان است.